# 13147 Foglia
13147 Foglia (1995 DZ11) là một tiểu hành tinh vành đai chính được phát hiện ngày 24 tháng 2 năm 1995 bởi M. Tombelli ở Cima Ekar.